# Dolina Dolnej Skawy
Dolina Dolnej Skawy – obszar specjalnej ochrony ptaków Natura 2000 (kod obszaru: PLB120005) położony w mezoregionie Doliny Górnej Wisły, utworzony w listopadzie 2008 roku. Obejmuje fragment doliny Wisły oraz jej dopływu, Skawy.
Na obszarze znajdują się kompleksy stawów, w których prowadzona jest intensywna hodowla ryb, głównie karpia.

## Warunki naturalne
Część terenów, szczególnie tych położonych w dolinie Skawy i Wisły, to niziny, ale występują tutaj także tereny wyżynne i pagórkowate. Obie rzeki mają kręty bieg, występują tu starorzecza i terasy rzeczne. Znajdują się tu liczne żwirownie z wyspami, na których chętnie osiedlają się ptaki.
Głównymi typami gleb w Dolinie Dolnej Skawy są gleby brunatne, bielicowe oraz mady. Na głębokości poniżej 300 metrów znajdują się znaczne pokłady węgla kamiennego.

## Fauna
Dolina Dolnej Skawy jest obszarem specjalnej ochrony ptaków. Żyją tu takie gatunki, jak podgorzałka, bączek, ślepowron, mewa czarnogłowa, rybitwa rzeczna, rybitwa białowąsa, podróżniczek, perkozek, perkoz dwuczuby, perkoz zausznik, perkoz rdzawoszyi, gęś gęgawa, krakwa, cyranka, hełmiatka, głowienka, czernica, kokoszka, sieweczka rzeczna, krwawodziób, mewa śmieszka, mewa białogłowa oraz zimorodek.

## Formy ochrony przyrody
- Rezerwat przyrody Przeciszów
- Rezerwat przyrody Żaki